# نيد غريغوري
نيد غريغوري (بالإنجليزية: Ned Gregory)‏ (29 مايو 1839 في أستراليا - 22 أبريل 1899 في أستراليا) هو لاعب كريكت أسترالي. شارك مع منتخب أستراليا الوطني للكريكت.

## وصلات خارجية
- نيد غريغوري على موقع إي آس بي آن كريك إنفو (الإنجليزية)